# Pfropfenströmung
Eine Pfropfenströmung (engl.: plug flow, auch Kolbenströmung) ist in der Strömungslehre eine Strömung in einem Rohr, bei der die Strömungsgeschwindigkeit fast überall im Strömungsquerschnitt gleich hoch ist. Lediglich direkt an der Rohrwand weist sie einen sprunghaften Geschwindigkeitsabfall auf. Das Medium bewegt sich dann bildlich gesprochen wie ein Pfropfen im Rohr.
Die Pfropfenströmung steht im Gegensatz zum parabolischen Strömungsprofil, das sich in der laminaren Strömung einer idealviskosen (newtonschen) Flüssigkeit ausbildet. In einem solchen parabolischen Strömungsprofil geht die lokale Scherung in der Rohrmitte gegen null und wird an der Wand maximal.
Ein Übergang von der parabolischen zur Pfropfenströmung erfolgt, wenn die Viskosität des Fluids in Richtung der Wand abnimmt, z. B. durch Scherverdünnung.

## Reaktionstechnik

Schema eines Rohrreaktors, in dem eine Pfropfenströmung angenommen wird.

Die Strömung in einem Rohrreaktor kann als Pfropfenströmung idealisiert werden. Die  Verweilzeit jedes Volumenelements ist dann gleich, und Konzentrationsgradienten treten nur in Strömungsrichtung auf.

## Belege
1. ↑  E. Fitzer, W. Fritz, Technische Chemie - Einführung in die Chemische Reaktionstechnik, Springer, Berlin, 1989, Seiten 66f, 78.